# Козинець Георгій Павлович
Козинець Георгій Павлович — доктор медичних наук, професор, завідувач кафедри хірургії та судинної хірургії Національної медичної академії післядипломної освіти ім. П. Л. Шупика, заслужений діяч науки та техніки України, лауреат Державної премії України.

## Біографічні відомості
Народився 30 листопада 1948 року в м. Києві. Закінчив в 1973 з відзнакою Київський медичний інститут імені О. О. Богомольця за спеціальністю «лікувальна справа».

З 1973—1981 — молодший науковий співробітник відділення опіків Інституту переливання крові МОЗ України.
1981—1986 -старший науковий співробітник відділення опіків Інституту переливання крові МОЗ України.
1986-1996- доцент кафедр травматології та опікової хвороби, хірургії та опікової хвороби.
1996-2007- професор кафедри хірургії та опікової хвороби.
2007 по теперішній час завідувач кафедри комбустіології та пластичної хірургії .
Одружений, дружина — Козинець Тетяна Миколаївна, кандидат медичних наук, доцент.

## Освіта
Київський медичний інститут імені О. О. Богомольця з відзнакою, факультет "Лікувальна справа, спеціальність «хірургія», вчитель — двічі лауреат Державної премії України, д.мед.н, професор Повстяний Микола Юхимович.

### Захист дисертаційних робіт
- 1979 р. — кандидатська дисертація «Діагностика та лікування кисневої недостатності при опіковій септикотоксемії зі спеціальності „Хірургія“, наукові керівники — професор Повстяний Микола Юхимович, професор Березовський Вадим Якимович.
- 1992 р. докторська дисертація „Патогенетичне обґрунтування різних методів дезінтоксикації при опіковій хворобі та впливу їх на розвиток ранового процесу“- науковий консультант професор Повстяний Микола Юхимович.

### Лікувальна і наукова діяльність
До сфери наукових і практичних інтересів входять питання розвитку ендотоксикозу та септичних станів у хворих з опіками та ранами не опікової етіології, чинники репаративної регенерації та можливості її підвищення у хворих з опіками та ранами, патогенез та лікування шокових станів, зміни природної резистентності та імунологічної реактивності у хворих з опіками, морфологічні зміни органів і систем у хворих з опіками, хірургічне лікування хворих з опіками та їх наслідками.
Автор 415 наукових праць, 15 патентів, 24 методичних рекомендацій, співавтор 4 підручників (ще 2 підручники знаходяться в видавництві), 4 навчальних посібників, 7 монографій, 2 керівництв для практичних лікарів.

## Перелік ключових публікацій
1. Ожоговая интоксикация. Патогенез, клиника, принципы лечения- К.: Феникс . -2004 -272с.
2. Опікова травма та її наслідки .Керівництво для практичних лікарів/ Под общей редакцией Козинец Г. П.- Дніпропетровськ, видавництво „Преса України“ 2008—224с.
3. Ентеросорбция при ожоговой болезни- К:. Богдана ,2009.- 264с.
4. Нутрітивна підтримка пацієнтів у критичному стані: Навчально –методичний посібник ./К.: БІЗНЕС-ІЕТЕЛЕКТ,2009.-163с.:іл.,табл..
5. Методи консервативної та хірургічної реабілітації у постраждалих з наслідками опіків: Навчальний посібник- Київ, СП» Інтертехнодрук Поліграфспервіс",2010.-100с.
6. Холодова травма /Г. П. Козинець: Навчальний посібник-К.: Логос,2013.-156
7. ПОРІВНЯЛЬНА ОЦІНКА ЕФЕКТИВНОСТІ ЕНДОСКОПІЧНОГО ЛІФТИНГУ ВЕРХНЬОЇ ЧАСТИНИ ОБЛИЧЧЯ В ДИНАМІЦІ ПІСЛЯОПЕРАЦІЙНОГО ПЕРІОДУ. Хірургія України .- 2014.-№ 2 (50).-С. 59-62